# Al-Kara
Al-Kara (arab. القارة) – wieś w Syrii, w muhafazie Aleppo, w dystrykcie Afrin. W 2004 roku liczyła 299 mieszkańców.